# Chilexpress
Chilexpress S.A. es una empresa logística chilena dedicada a servicios de mensajería de correo urgente y entrega de paquetes. Fue establecida en 1989, originalmente como subsidiaria de Telex-Chile, encargada del envío de telegramas y que había sido privatizada en 1986. De acuerdo a un reporte de la Fiscalía Nacional Económica de 2023, es la empresa en el rubro de reparto de último kilómetro que lidera en el mercado chileno, seguido por Blue Express, Starken y la estatal Correos de Chile.

## Historia
Chilexpress fue creada en 1989 como marca subsidiaria de la empresa Telex-Chile, la cual fue sometida en 1986 a una privatización gestionada por Corfo, en una operación ejecutada por un valor de siete millones de dólares estadounidenses, siendo adquirida por Juan Eduardo Ibáñez y el ingeniero eléctrico Srdjan Radic. Las primeras rutas de distribución cubiertas se realizaron entre Antofagasta y Puerto Montt.
Durante los años 1990, inicia su etapa de expansión con una cobertura en los repartos a todas las comunas de Chile, donde además crearon alianzas comerciales estratégicas internacionales para el envío de paquetes y sobres de manera más rápidos y eficientes, como con TNT Express, filial de FedEx y con la United Parcel Service (UPS). Adicionalmente, una asociación con Western Union les permitió instalar en todas sus agencias el servicio de envíos y recepción de dinero del extranjero, especialmente remesas.
Chilexpress fue convertida en una sociedad anónima aparte el 21 de noviembre de 1995, cuando Telex-Chile y Chilesat conformaron la empresa «Chilexpress S.A.». En 2004, Chilexpress compró un terreno en el Parque Industrial Enea, en la comuna de Pudahuel, donde construyeron su Centro de Distribución Nacional y sede principal.

## Electromovilidad

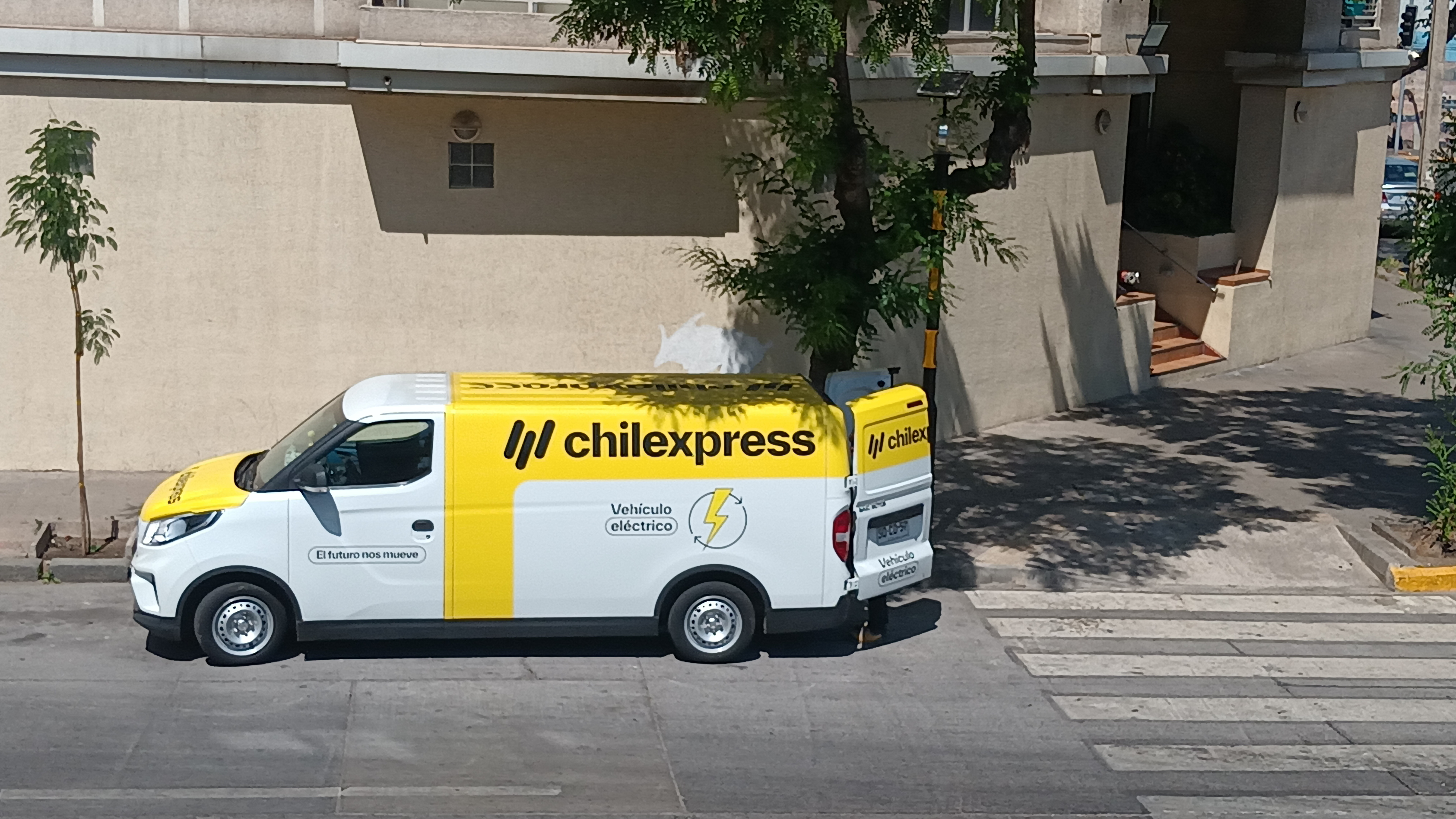
Furgón eléctrico de reparto de la compañía circulando por las calles de Santiago Centro

La compañía fue una de las empresas pioneras del rubro de repartos en sumarse a la electromovilidad en Chile. Como parte de su estrategia para reducir su huella de carbono y sumarse a la eliminación de combustibles fósiles en vehículos dentro de su cadena logística, a partir de 2013 comenzó con una fase inicial para adquirir sus primeros vehículos propulsados por electricidad, principalmente para circular dentro de la Región Metropolitana, contribuyendo así a mitigar los efectos de la contaminación atmosférica de la región, dándole énfasis al uso de las energías renovables en Chile. No fue hasta 2021 cuando la empresa adquirió una flota de 120 furgones eléctricos para sus servicios de entrega de última milla, noventa para Santiago y treinta repartidos en todo el país.
En 2022, Chilexpress firmó un compromiso público-privado con el Ministerio de Energía de Chile para continuar con el proceso de transición por el uso de vehículos eléctricos, haciendo el recambio para dar de baja a toda su flota propulsada por combustibles fósiles a 2035.